# البازلاء الهندية (البسلة)
البَازِلَّاءُ الهِنْدِيَّةُ (الاسم العلمي: Cajanus cajan)، أو العَدَسِيُّ أو غَرَامُ الأَحْمَرِ أو الطور أو البَسْلَةُ، هو أحد أنواع البقوليات من العائلة البقولية. انتشرت البازلاء الهندية منذ بداية تدجين البشر في شبه القارة الهندية منذ 3500 سنة على الأقل، أصبحت بذوره شائعة الغذاء في آسيا وإفريقيا وأمريكا اللاتينية. يتم استهلاكه على نطاق واسع جدًا في جنوب آسيا وهو مصدر رئيسي للبروتين لسكان شبه القارة الهندية. وهي الأطباق الجانبية للأرز أو الروتي (الخبز المسطح) ولها حالة النظام الغذائي الأساسي في جميع أرجاء الهند.

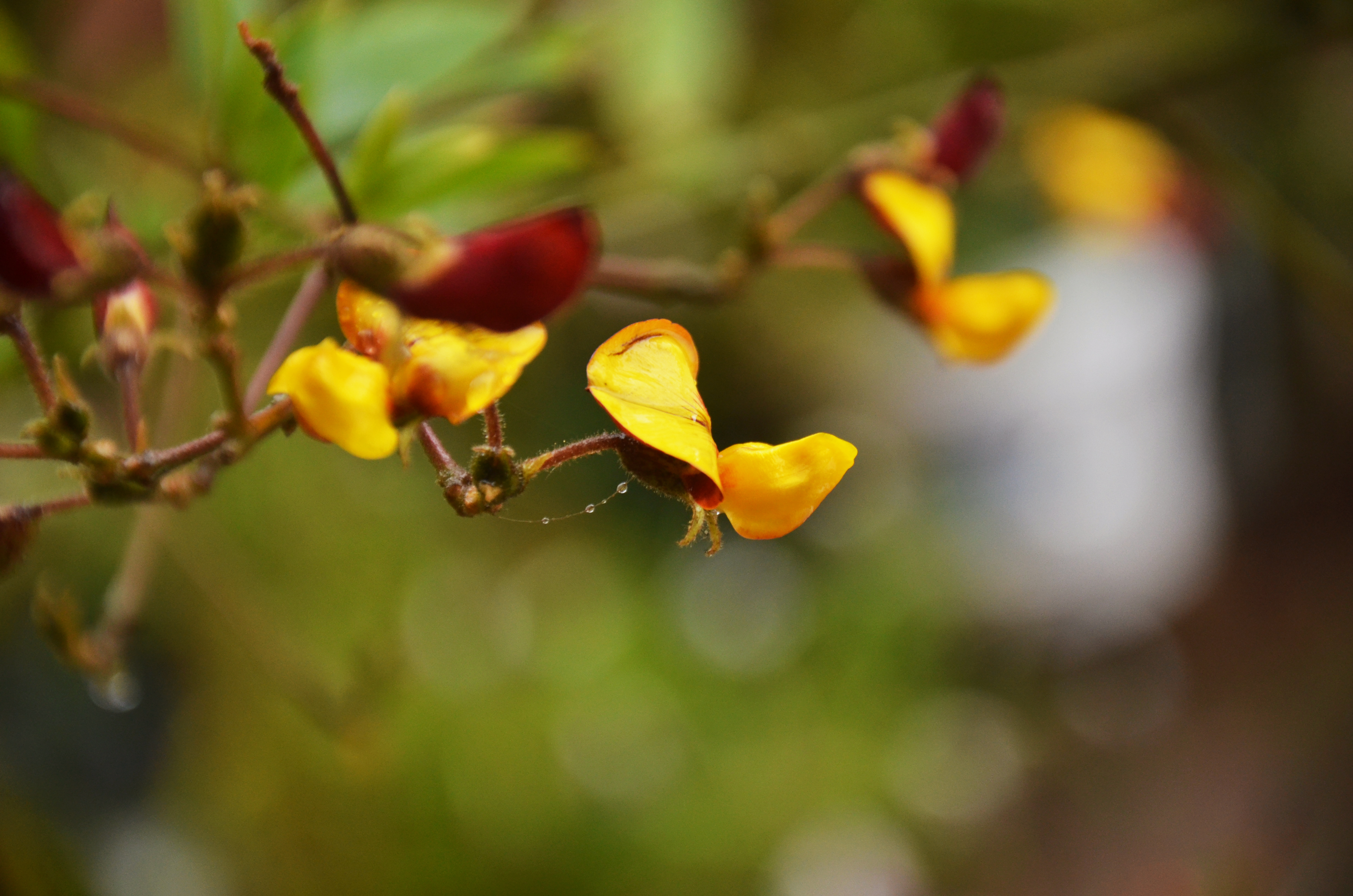
زهرة البازلاء في سيدني 2019

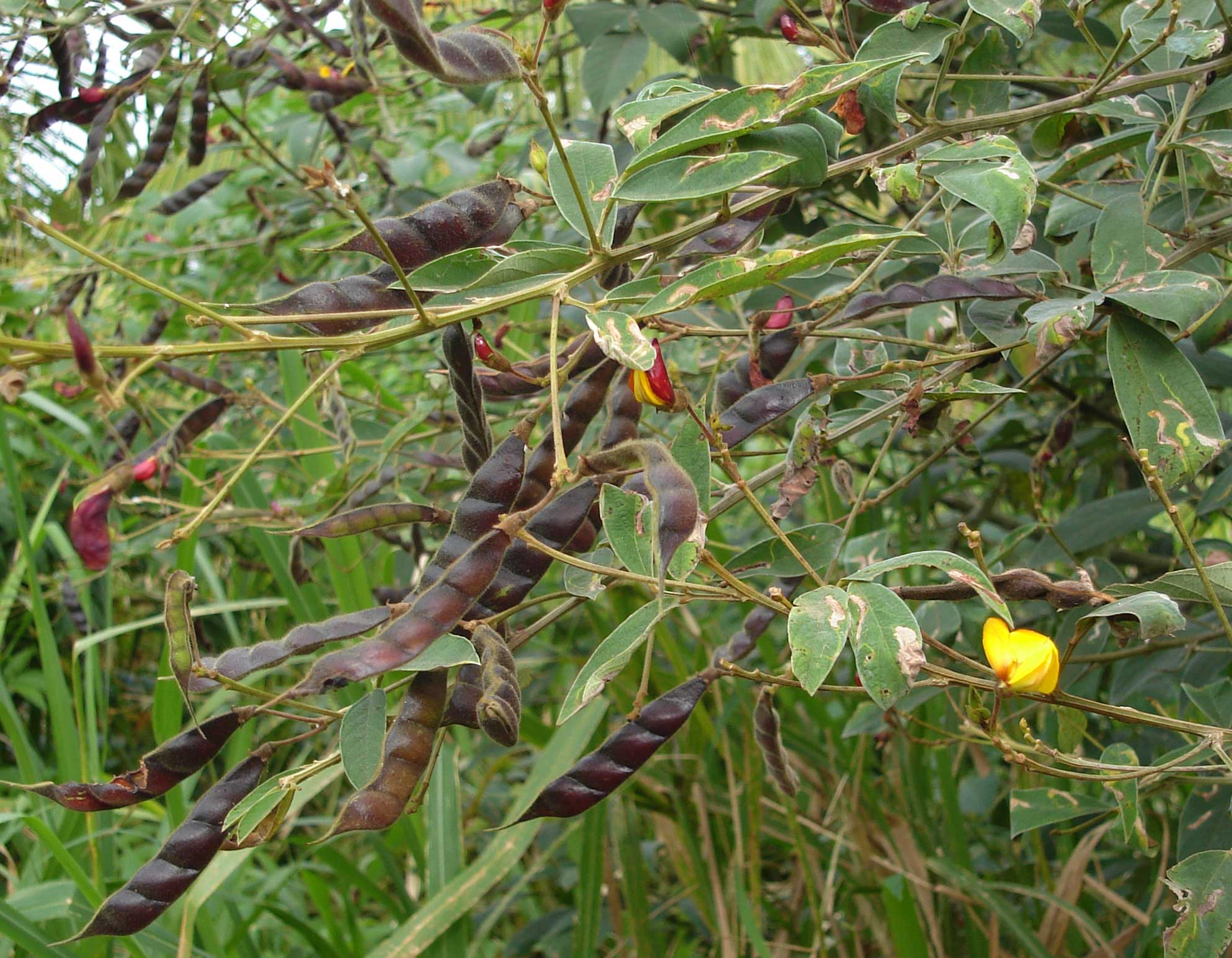
حمامة البازلاء هي معمرة يمكن أن تنمو إلى شجرة صغيرة.

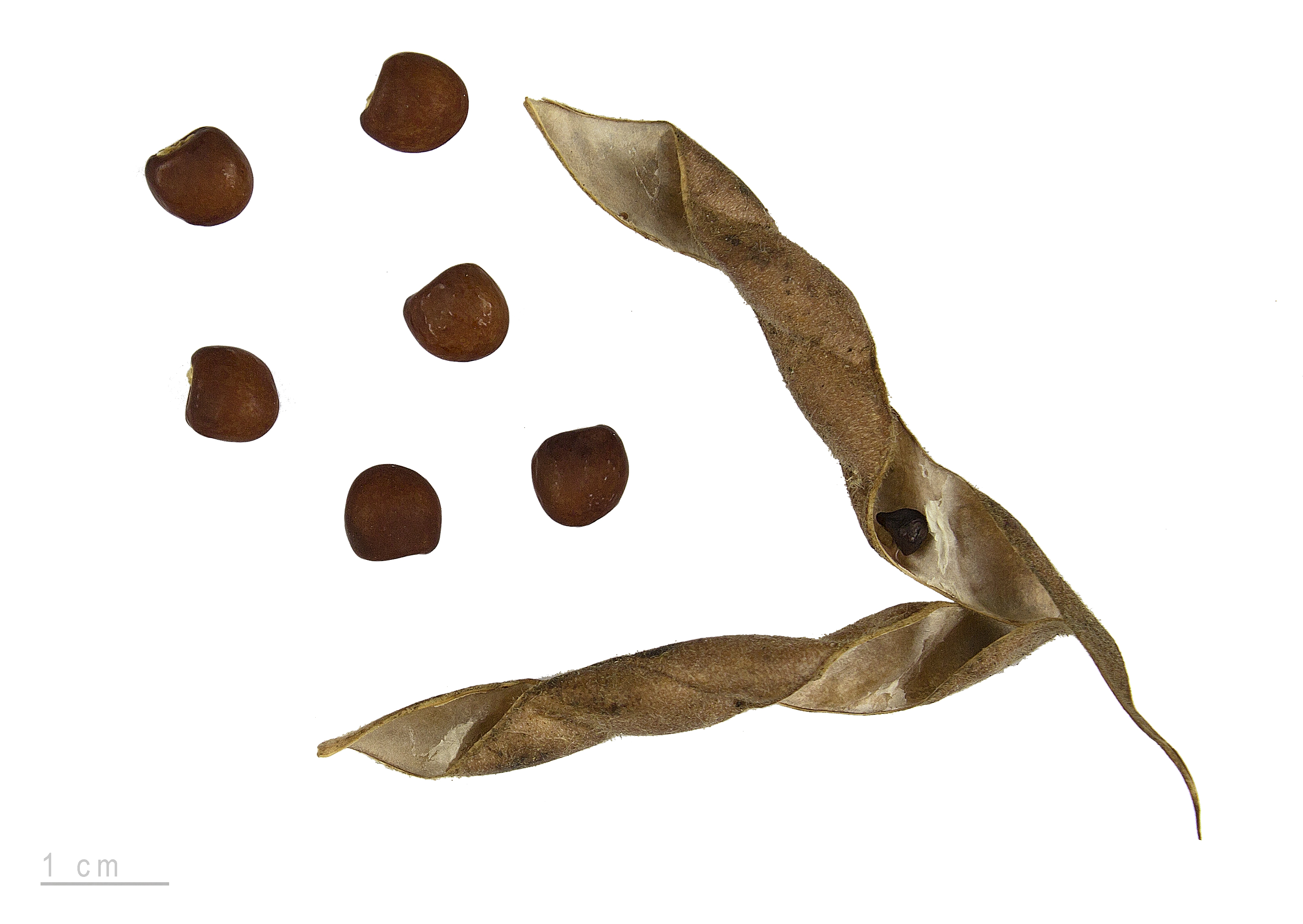
Cajanus cajan - MHNT

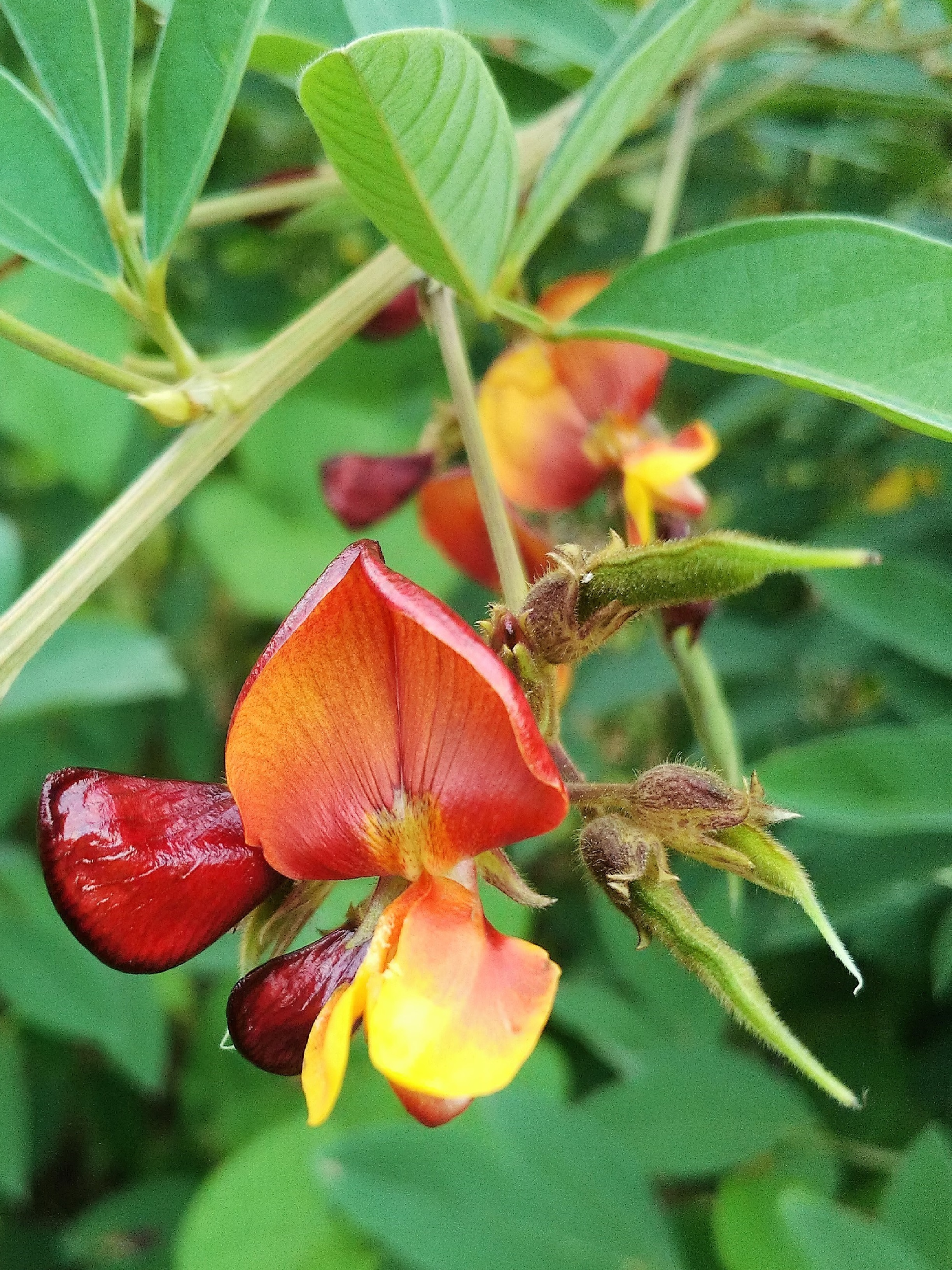
زهور البازلاء الهندية

تعود زراعة البازلاء الهندية إلى 3500 سنة على الأقل. ربما يكون مركز المنشأ شبه جزيرة الهند، حيث يوجد أقرب الأقارب البرية (Cajanus cajanifolia) في الغابات الاستوائية المتساقطة الأوراق. تم العثور على المكتشفات الأثرية للبازلاء الهندية التي يرجع تاريخها إلى حوالي 3400 سنة مضت (القرن الثامن قبل الميلاد 14) في العصر الحجري الحديث مواقع في Kalaburagi، كارناتاكا (Sanganakallu) ومناطقها الحدودية (Tuljapur الجارحي في ولاية مهاراشترا وفي Gopalpur في أوريسا)، وكذلك دول جنوب الهند مثل هذه مثل ولاية كيرالا، حيث يطلق عليه Tomara Payaru. من الهند سافرت إلى شرق إفريقيا وغرب إفريقيا. هناك، واجهها الأوروبيون لأول مرة، لذلك حصلوا على اسم بازلاء كونغو. عن طريق تجارة الرقيق، جاءت إلى القارة الأمريكية، ربما في القرن السابع عشر.

## زراعة
اليوم، تزرع البازلاء على نطاق واسع في جميع المناطق الاستوائية وشبه الاستوائية في كل من العالم القديم والعالم الجديد.
ويقدر الإنتاج العالمي من البازلاء الهندية بنحو 4.49 مليون طن. يأتي حوالي 63 ٪ من هذا الإنتاج من الهند. إفريقيا هي المركز الثانوي للتنوع وتساهم في الوقت الحاضر بحوالي 21٪ من الإنتاج العالمي بـ 1.05 مليون طن. تعد ملاوي وتنزانيا وكينيا وموزمبيق وأوغندا المنتجين الرئيسيين في إفريقيا.
ويقدر إجمالي عدد الهكتارات المزروعة للبازلاء الهندية بنحو 5.4 مليون. تستأثر الهند بنسبة 72 ٪ من المساحة المزروعة بالبازلاء أو 3.9 مليون هكتار.
تعتبر البازلاء الهندية أحد محاصيل البقوليات الهامة للزراعة البعلية في المناطق الاستوائية شبه القاحلة. وشبه القارة الهندية وشرق إفريقيا وأمريكا الوسطى، بهذا الترتيب، هي المناطق الرئيسية الثلاث المنتجة للحمص في العالم. تزرع البازلاء في أكثر من 25 دولة استوائية وشبه استوائية، إما كمحصول وحيد أو مختلط مع الحبوب، مثل الذرة الرفيعة (الذرة الرفيعة اللون)، أو الدخن اللؤلؤي (Pennisetum glaucum)، أو الذرة (Zea mays)، أو مع البقوليات الأخرى، مثل الفول السوداني (Arachis hypogaea). كونها بقولًا قادرًا على التعايش مع ريزوبيا، فإن البكتيريا المرتبطة بالبازلاء الهندية تغني التربة من خلال تثبيت النيتروجين التكافلي.
يمكن أن تكون البازلاء الهندية من نوع معمر، حيث يمكن أن يستمر المحصول من ثلاث إلى خمس سنوات (على الرغم من انخفاض إنتاج البذور بشكل كبير بعد العامين الأولين)، أو صنف سنوي أكثر ملاءمة لإنتاج البذور.
يزرع المحصول في الأراضي الهامشية من قبل المزارعين الذين يفتقرون إلى الموارد، الذين يزرعون عادة الأصناف التقليدية المتوسطة والطويلة الأجل (5-11 شهرًا). تم تطوير بازلاء هندية قصيرة المدة (3-4 أشهر) مناسبة لمحاصيل متعددة. تقليديا، استخدام هذه الطرق مثل الأسمدة والأعشاب الضارة والري ومبيدات الآفات هو الحد الأدنى، لذلك مستويات الغلة الحالية منخفضة (المتوسط = 700   كجم / هكتار). ويولى الآن اهتمام أكبر لإدارة المحصول وذلك لارتفاع الطلب بأسعار مجزية.
تتميز البازلاء الهندية بأنها شديدة المقاومة للجفاف ويمكن زراعتها في مناطق تقل كمية الأمطار السنوية الهاطلة عليها عن 650 مم. مع فشل محصول الذرة لمدة ثلاث من أصل خمس سنوات في المناطق المعرضة للجفاف في كينيا، يهدف اتحاد بقيادة المعهد الدولي لبحوث المحاصيل في المناطق الاستوائية شبه القاحلة (ICRISAT) إلى الترويج للبازلاء الهندية كبديل مقاوم للجفاف. شجعت المشاريع المتعاقبة تسويق البقوليات من خلال تحفيز نمو إنتاج البذور المحلية وشبكات التجار الزراعيين للتوزيع والتسويق. وقد ساعد هذا العمل، الذي تضمن ربط المنتجين بتجار الجملة، على زيادة أسعار المنتجين المحليين بنسبة 20-25٪ في نيروبي ومومباسا. إن التسويق التجاري للبازلاء الهندية يمكّن المزارعين الآن من شراء الأصول، بدءًا من الهواتف المحمولة إلى الأراضي المنتجة والماشية، ويفتح مسارات لهم للخروج من الفقر.
قام جون سبينس، عالم نباتات وسياسي من ترينيداد وتوباغو، بتطوير العديد من أنواع البازلاء التي يمكن حصادها بالآلة، وليس يدويًا.

## البذور والعفن

### طرق التقشير
تقشير حبوب البازلاء الهندية هي عادة قديمة في الهند. في الأيام السابقة كان السحق اليدوي شائعًا. يتم استخدام العديد من الطرق التقليدية التي يمكن تصنيفها على نطاق واسع تحت فئتين:

#### طريقة رطبة
يشمل نقع الماء وتجفيف الشمس وإزالة القشر.

#### طريقة جافة
يشمل استخدام الزيت / الماء، والتجفيف في الشمس، وإزالة القشر. يتم ازالة قشور البازلاء الهندية اعتمادًا على كمية البازلاءا، والمعروفة باسم toor dal باللغة الهندية، في المطاحن التي تعمل ميكانيكيًا.

## الاستخدامات

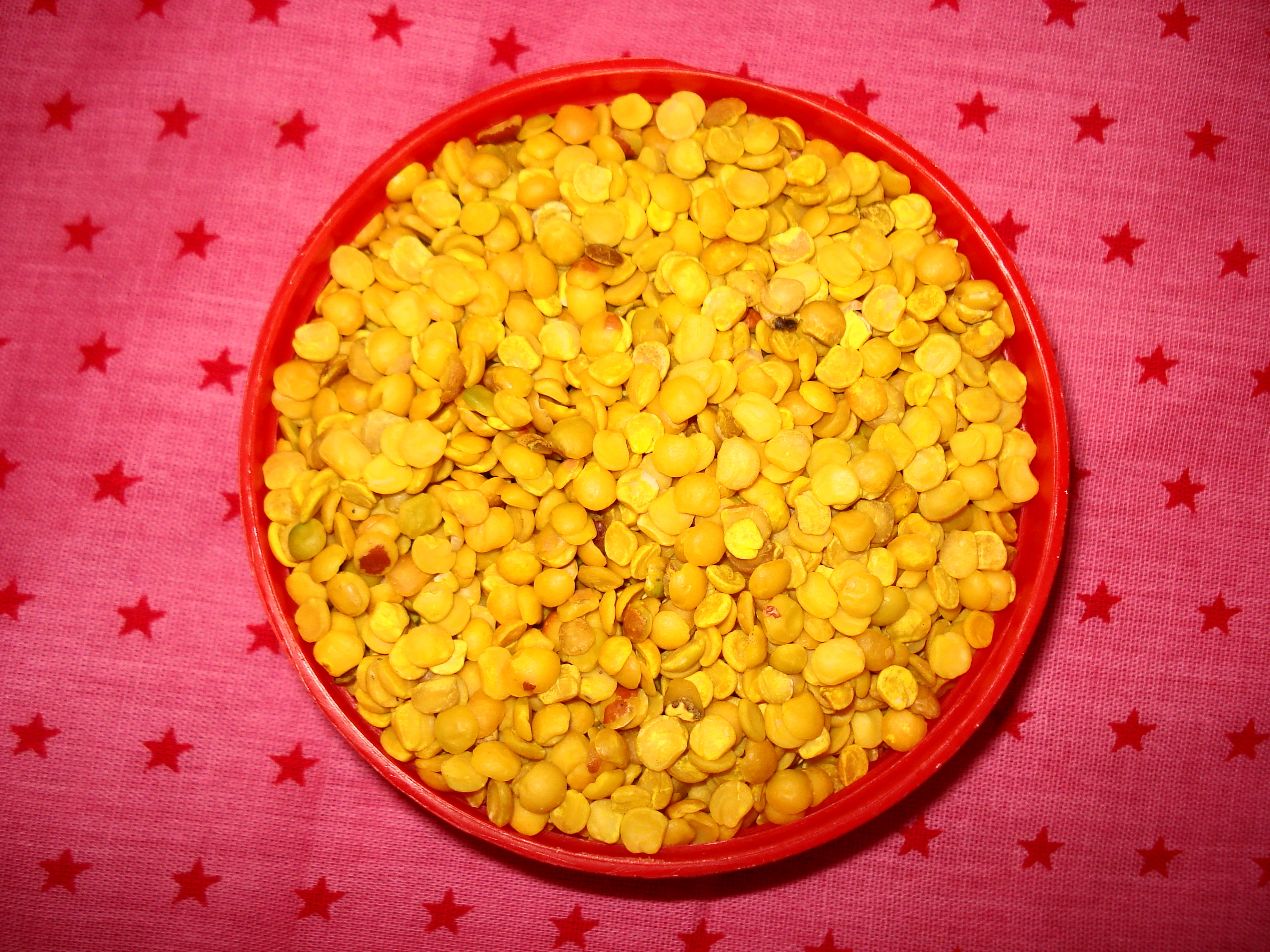
البازلاء الهندية المفلوقة ، تستخدم في صناعة الدال / بابو ، وهي مادة أساسية يومية في الهند

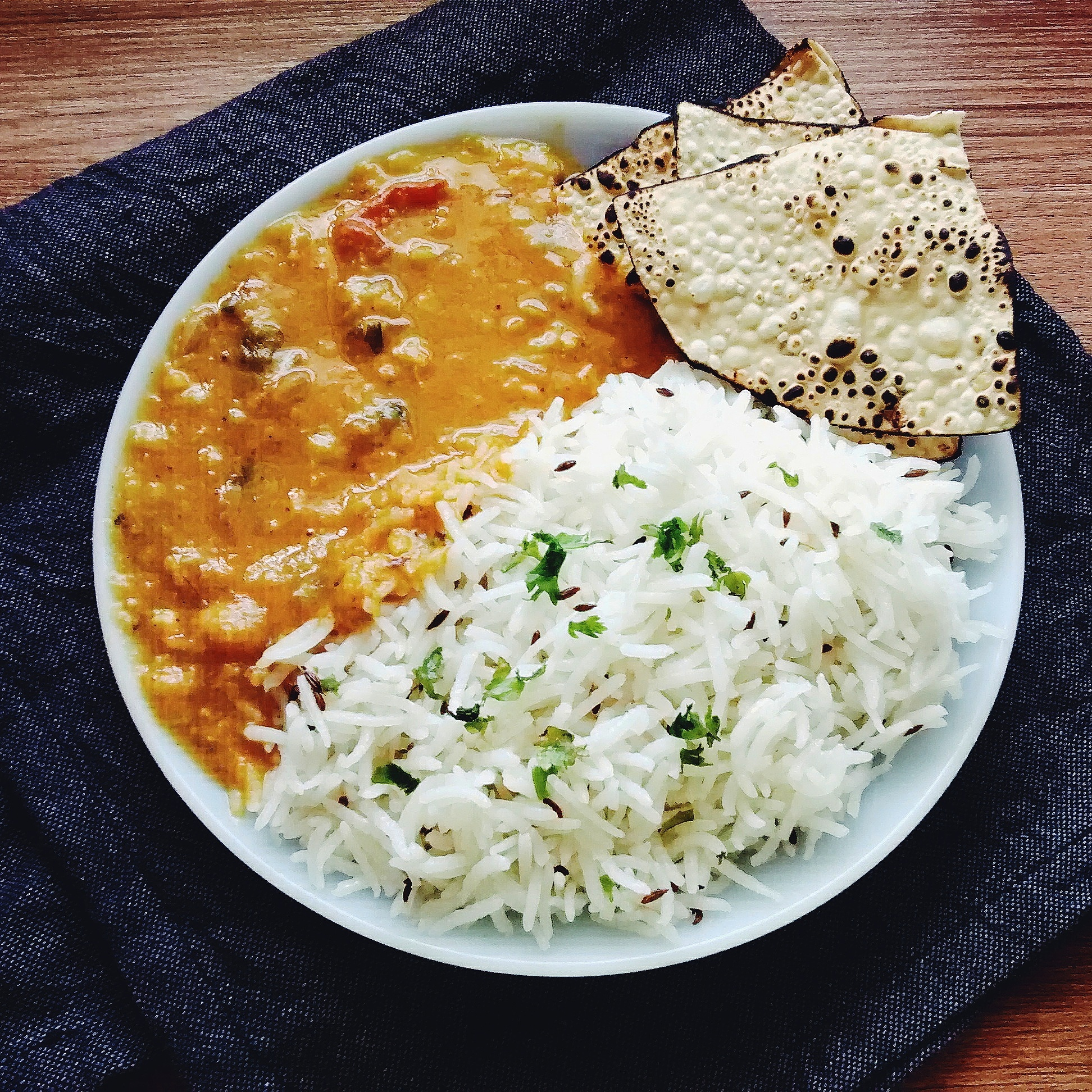
Dal / Pappu والأرز ، وجبة أساسية مرتين يوميًا لمعظم الناس في الهند وشبه القارة الهندية.

البازلاء هي محصول غذائي (البازلاء المجففة أو الدقيق أو البازلاء الخضراء) ومحصول العلف. بالاشتراك مع الحبوب، تصنع البازلاء الهندية وجبة متوازنة بشكل جيد، وبالتالي يفضلها خبراء التغذية كمكون أساسي للوجبات الغذائية المتوازنة. يمكن أن تنبت البازلاء المجففة لفترة وجيزة، ثم تنضج، لنكهة مختلفة عن البازلاء الخضراء أو المجففة. يعزز النبت أيضًا قابلية هضم البازلاء المجففة للهضم من خلال تقليل السكريات غير القابلة للهضم التي كانت ستبقى في البازلاء المجففة المطبوخة.
في الهند، البازلاء الهندية، تسمى tur (तूर) باللغة الماراثية، toor dal (तूर दाल) أو "arhar" (अरहर) باللغة الهندية و arehar ki dal باللغة الأردية، kandhi pappu (కంది పప్పు) في التيلجو، thuvara parippa في ولاية كيرالا و thuvaram paruppu في تاميل نادو، togari bele في الكانادا هي واحدة من أكثر البقول شعبية، كونها مصدرًا مهمًا للبروتين في نظام غذائي نباتي في الغالب. في المناطق التي تنمو فيها، يتم تناول القرون الصغيرة الطازجة كخضروات في أطباق مثل السامبار. تسمى حبوب البازلاء كاملة arhar dal في الهندية. في إثيوبيا، يتم أيضًا طهي البراعم والأوراق الصغيرة وأكلها إلى جانب القرون.

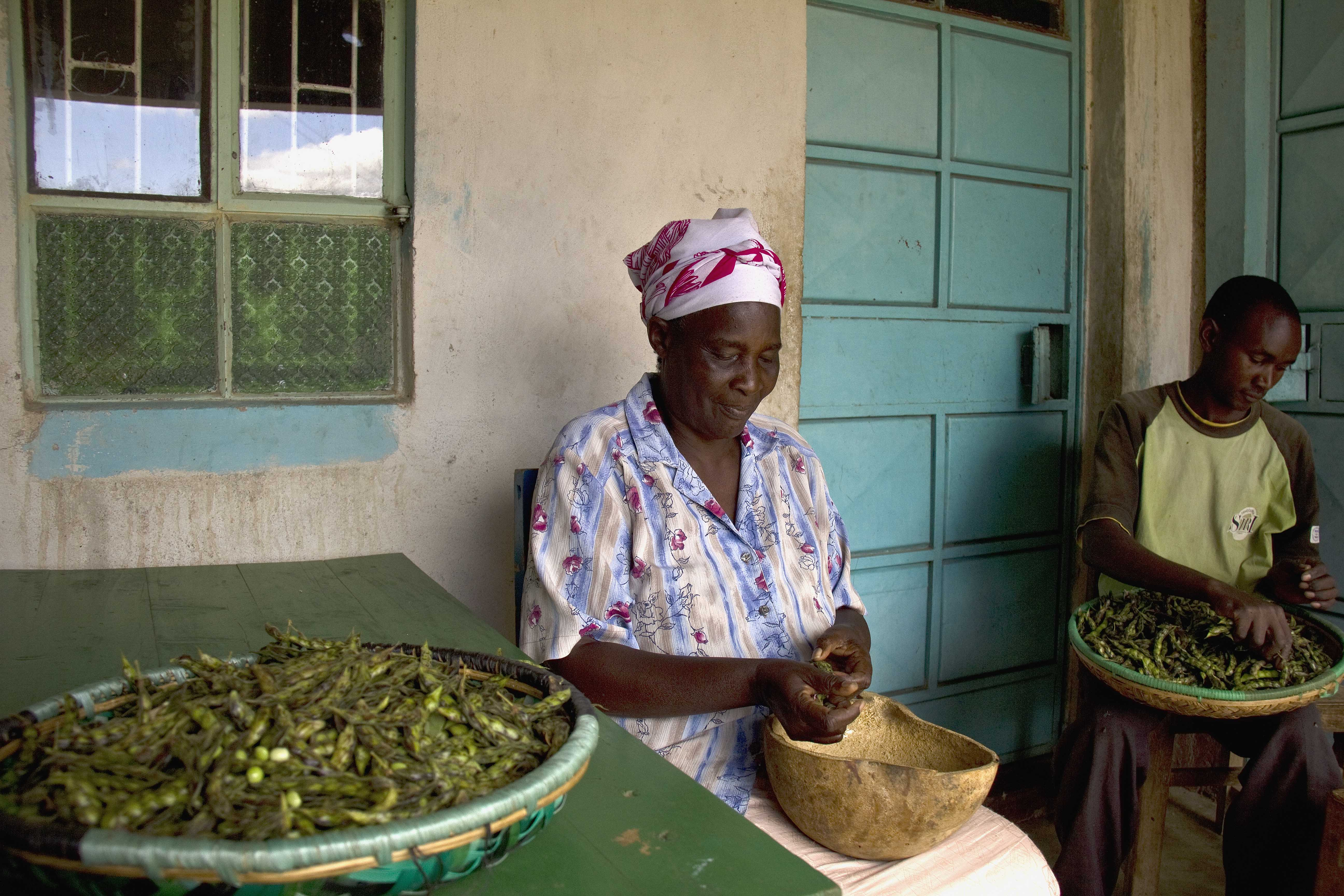
الكينيون يقشرون البسلة الهندية

في بعض الأماكن، مثل ساحل البحر الكاريبي في كولومبيا وجمهورية الدومينيكان وبنما وهاواي، تزرع البازلاء الهندية للتعليب والاستهلاك. (moro de guandules) هو طعام تقليدي في جمهورية الدومينيكان وهو عبارة عن طبق مصنوع من الأرز والبازلاء الخضراء. تطهى البازلاء الهندية أيضًا كمرق، مع كرات الموز. في بورتوريكو، تصنع أروز كون غاندولز من الأرز والبازلاء وهي طبق تقليدي، خاصة خلال موسم عيد الميلاد. ترينيداد وتوباغو وغرينادا لها طبق خاص بها، يسمى بيلاو ، والذي يحتوي على إما لحم البقر أو الدجاج، وأحيانًا اليقطين وقطع ذيل الخنزير المعالج. في إدارة أتلانتيكو في كولومبيا، تصنع sopa de guandú con carne salada (أو ببساطة "gandules") من البازلاء الهندية.
على عكس بعض الأجزاء الأخرى من منطقة البحر الكاريبي الكبرى، في جزر البهاما، يتم استخدام البذور المجففة ذات اللون البني الفاتح من نبات البازلاء (بدلاً من البازلاء الخضراء الطازجة المستخدمة في مكان آخر) لصنع طبق أساسي بهامي، أثقل، مميز «البازلاء والأرز». شريحة من لحم الخنزير أو مكعبات لحم الخنزير مع الجلد (لحم الخنزير المقدد هو بديل شائع)، والبصل المفروم والفلفل الحلو، ومزيج من التوابل كلها في قاع وعاء عميق. تضاف الطماطم ومعجون الطماطم. ثم يضاف الماء مع البازلاء والأرز، ويغلى ببطء حتى ينضج. يصبح الطبق بلون بني داكن متوسط، ناتج عن امتصاص ألوان المكونات الأولية ذات اللون البني ومعجون الطماطم المطبوخ. تمتص البازلاء نفس اللون، لتصبح لونًا بنيًا أكثر قتامة، مما يوفر بعض التباين بينما لا يزال يطغى اللون البني المميز للطبق.
في تايلاند، تزرع البازلاء الهندية كنبات مضيف للحشرات القشرية التي تنتج لاك lac ، المكون الرئيسي لل شيلاك shellac.
تعتبر البازلاء الهندية في بعض المناطق محصولًا مهمًا للسماد الأخضر، حيث توفر ما يصل إلى 90   كجم نيتروجين لكل هكتار. يمكن أيضًا استخدام السيقان الخشبية من البازلاء كحطب، وسياج، وقش.
وهو مكون مهم لعلف الحيوانات المستخدم في غرب أفريقيا، وخاصة في نيجيريا، حيث يتم زراعته أيضًا. تستخدم الأوراق والقرون والبذور ومخلفات معالجة البذور لتغذية جميع أنواع الماشية.

## تسلسل الجينوم
البازلاء الهندية أول نبات بقوليات يتم تسلسله الكامل للجينوم. تم تنفيذ التسلسل لأول مرة من قبل مجموعة من 31 عالمًا هنديًا من المجلس الهندي للبحوث الزراعية . ثم أعقب ذلك شراكة بحثية عالمية، والمبادرة الدولية لعلم جينوم البازلاء الهندية (IIPG)، بقيادة ICRISAT مع شركاء مثل BGI-Shenzhen (الصين)، ومختبرات الأبحاث الأمريكية مثل جامعة جورجيا، جامعة كاليفورنيا - ديفيس، كولد سبرينج معمل هاربور والمركز الوطني لموارد الجينوم ومعاهد البحث الأوروبية مثل جامعة أيرلندا الوطنية في غالواي. كما تلقت دعمًا من برنامج تحدي الجيل CGIAR ومؤسسة العلوم الوطنية الأمريكية ومساهمة عينية من معاهد البحث المتعاونة. إنها المرة الأولى التي يقود فيها مركز بحث مدعوم من CGIAR مثل ICRISAT تسلسل الجينوم لمحصول غذائي. كان هناك جدل حول هذا لأن CGIAR لم تشارك مع فريق وطني من العلماء وانفصلت عن مبادرة المعرفة الهندية الأمريكية لبدء تسلسلها الخاص بالتوازي.
تم تحديد 616 ميكرو الحمض النووي الريبي الناضج و 3919 تسلسلًا طويلًا من غير الحمض النووي في جينوم البازلاء.
تحتوي البازلاء الهندية على مستويات عالية من البروتين والأحماض الأمينية المهمة مثل الميثيونين واللايسين والتريبتوفان.
يشير الجدول التالي إلى اكتمال الملف الغذائي لأحماض أمينية مختلفة داخل بذور ناضجة من البازلاء.
| حمض أميني أساسي       | متاح ملغم / جم من البروتين | الحد الأدنى. ملغ / غ من البروتين المطلوب |
| --------------------- | -------------------------- | ---------------------------------------- |
| تريبتوفان             | 9.76                       | 7                                        |
| ثريونين               | 32.34                      | 27                                       |
| إيزوليوسين            | 36.17                      | 25                                       |
| ليسين                 | 71.3                       | 55                                       |
| ليسين                 | 70.09                      | 51                                       |
| الميثيونين + السيستين | 22.7                       | 25                                       |
| فينيلالانين + تيروسين | 110.4                      | 47                                       |
| فالين                 | 43.1                       | 32                                       |
| الهيستدين             | 35.66                      | 18                                       |

كما يتبين من الجدول أعلاه، فإن مزيج الميثيونين + السيستين هو تركيبة الأحماض الأمينية المحدودة الوحيدة في البازلاء. على عكس البذور الناضجة، تكون البذور غير الناضجة بشكل عام أقل في جميع القيم الغذائية، إلا أنها تحتوي على كمية كبيرة من فيتامين سي (39   ملغ لكل 100 غرام) ولها نسبة دهون أعلى قليلاً. أظهرت الأبحاث أن محتوى البروتين في البذور غير الناضجة ذو جودة أعلى.

## روابط خارجية
- Singh، Nagendra K.؛ وآخرون (2011). "The first draft of the pigeonpea genome sequence". Journal of Plant Biochemistry and Biotechnology. ج. 21: 98–112. DOI:10.1007/s13562-011-0088-8. PMC:3886394. PMID:24431589.
- فك تشفير جينوم البازلاء الهندية (آرهار) من قبل العلماء الهنود، المجلس الهندي للبحوث الزراعية
- Varshney، Rajeev K؛ وآخرون (2011). "Draft genome sequence of pigeonpea (Cajanus cajan), an orphan legume crop of resource-poor farmers" (PDF). Nature Biotechnology. ج. 30 ع. 1: 83–9. DOI:10.1038/nbt.2022. PMID:22057054. مؤرشف من الأصل (PDF) في 2020-11-29.
- يكسر فريق عالمي بقيادة ICRISAT جينوم البازلاء الهندية ، المجلس الهندي للبحوث الزراعية
- البازلاء الهندية محصول عجيب للمزارعات في راجستان، الهند ، المجلس الهندي للبحوث الزراعية